# Seznam členů Národního shromáždění ČSSR po volbách v roce 1960
Toto je seznam členů Národního shromáždění ČSSR po volbách v roce 1960, kteří zasedali v tomto zákonodárném sboru Československa ve volebním období 1960–1964.

## Abecední seznam poslanců
Včetně poslanců, kteří nabyli mandát až dodatečně při doplňovacích volbách (po rezignaci či úmrtí předchozího poslance). V závorce uvedena stranická příslušnost.

### A–H
- Jozef Árvay  (KSS)
- Karol Bacílek  (KSS)
- Alexander Bánes (bezpartijní)
- Rudolf Barák (KSČ)
- Václav Bartoš (KSČ)
- prof. JUDr. Jan Bartuška (KSČ)
- Gizela Bendová (bezpartijní)
- Lenka Benešová (KSČ)
- Pavel Benko (KSČ)
- JUDr. Jaromír Berák (ČSL)
- Oldřich Beran (KSČ)
- Rudolf Berečka (KSČ)
- Alena Bernášková (KSČ)
- Ján Berta (KSS)
- Anna Betíková (KSS)
- Štefan Bielik (KSS)
- Ing. Antonín Bichler (KSČ)
- Vasil Biľak (KSS)
- Jarmila Bilková (KSČ)
- Ján Blahák (bezpartijní)
- Alexander Bollo (KSS)
- Josef Borůvka (KSČ)
- Štefan Bračok (KSS)
- Antonín Brančík (KSČ)
- František Bubník (KSČ)
- Pavel Bučák (KSS)
- Ernest Bukó (bezpartijní)
- Alois Coufal (ČSL)
- RSDr. Rudolf Cvik (KSS)
- Michal Cyprich (KSS)
- Josef Čáp (KSČ)
- Žofia Čekanová (KSS)
- Josef Čermák (KSČ)
- Ing. Oldřich Černík (KSČ)
- Josef Černý (KSČ)
- Jan Červinka (KSČ)
- Vincenc Červinka (KSČ)
- Gabriel Číž (KSS)
- Božena Danielová (KSČ)
- Pavol David (KSS)
- Václav David (KSČ)
- Václav Dědek (KSČ)
- prof. Václav Dobiáš (KSČ)
- Anežka Dočkalová (KSČ)
- Lubomír Dohnal (ČSS)
- Zdena Dohnalová (KSČ)
- JUDr. Jaromír Dolanský (KSČ)
- Karel Doupovec (KSČ)
- RSDr. Alexander Dubček (KSS)
- František Dudač (KSČ)
- Mária Durcová-Heřmanová (KSS)
- Július Ďuriš (KSS)
- Ing. František Dvorský (KSS)
- Aloisie Faktorová (KSČ)
- Antonín Fiala (ČSS)
- Zdeněk Fierlinger (KSČ)
- Marie Fišarová (ČSS)
- Ing. Jiří Flieger (KSČ)
- Jozef Fogel (KSS)
- Ladislav Fryček (KSČ)
- Ing. Jozef Gabriška (KSS)
- Jozef Galik (bezpartijní)
- Peter Galvánek (KSS)
- Barbora Géciová (bezpartijní)
- Josef Gemrot (ČSL)
- Štefan Glitta (KSS)
- Ing. Miluše Goppoldová (KSČ)
- Alois Gros (KSČ)
- Jan Harus (KSČ)
- Jaroslav Hasnedl (bezpartijní)
- Jaroslav Havlíček (KSČ)
- Marie Hejlová (KSČ)
- Jiří Hendrych (KSČ)
- Etela Hergeselová (bezpartijní, pak KSS[1][2])
- Jan Hlína (KSČ)
- Vojtech Hlinka (bezpartijní)
- Pavel Hnyk (KSČ)
- Anežka Hodinová-Spurná (KSČ)
- Emil Holáň (ČSL)
- Stanislav Hollý (KSS)
- Oleg Homola  (KSČ)
- Vladimír Houser (KSČ)
- Margita Hriniková (bezpartijní)
- Pavel Hron (KSČ)
- Josef Hronovský (ČSL)
- Čeněk Hruška (KSČ)
- Josef Huml (bezpartijní)

### CH–R
- Vojtěch Chajda (ČSS)
- Stanislav Chalánek (KSČ)
- Emil Chlebec (KSS)
- Michal Chotár (KSS)
- Josef Illa (ČSL)
- Mária Illiašová (bezpartijní)
- Gustav Imramovský (KSČ)
- Václav Ircing (KSČ)
- Josef Jägerman (KSČ)
- Elena Jahodníková (KSS)
- Antonín Janda (ČSS)
- Ing. Ludmila Jankovcová (KSČ)
- Jan Janulík (KSČ)
- Václav Jiránek (ČSL)
- Marie Jirásková (KSČ)
- Josef Juran (KSČ)
- František Jurča (KSČ)
- PhDr. František Kahuda (KSČ)
- František Kakos (ČSS)
- Ing. Gustav Kaplan (KSČ)
- Anna Karlovská (KSČ)
- pplk. Josef Katolický (KSČ)
- Jaroslav Kavalský (KSČ)
- František Kejda (KSČ)
- Svatoslava Kernerová (KSČ)
- Emanuela Kícová (KSČ)
- Karel Klas (ČSS)
- Alexander Kleč (KSS)
- Antonín Klečka (KSČ)
- Ladislava Kleňhová-Besserová (KSČ)
- Dezider Kmecko (bezpartijní)
- Anna Kobosilová (KSČ)
- PhDr. Samuel Kodaj (KSS)
- Bruno Köhler (KSČ)
- Růžena Kolářová (KSČ)
- Drahomír Kolder (KSČ)
- Ludmila Kopecká (KSČ)
- Václav Kopecký (KSČ)
- Ondrej Koráň (KSS)
- Josef Korčák (KSČ)
- František Kotrba (bezpartijní)
- Jan Kouba (ČSL)
- Vladimír Koucký (KSČ)
- Helena Kovářová (KSČ)
- Bedřich Kozelka (KSČ)
- František Krajčír (KSČ)
- Mária Kraková (bezpartijní)
- Vilma Kramárová (KSS)
- Marie Kratochvílová (KSČ)
- Antonín Krček (KSČ)
- Vítězslav Krejčí (KSČ)
- Jozef Kríž (KSS)
- Josef Krosnář (KSČ)
- Josef Kruntorád (KSČ)
- Vratislav Krutina (KSČ)
- Vladimír Křižka (ČSS)
- Jaromír Kubánek (KSČ)
- Vladimír Kubánek (KSČ)
- Libuše Kubešová (KSČ)
- František Kubín (bezpartijní)
- Bohumila Kubišová (KSČ)
- JUDr. Bohuslav Kučera (ČSS)
- Jozef Kuka (KSS)
- Josef Kulička (ČSS)
- Štefan Kuropka (KSS)
- František Kutiš (KSČ)
- JUDr. Jozef Kyselý (SSO)
- Ing. Vladimír Lajčiak (bezpartijní)
- Magdaléna Lapárová (KSS)
- Jan Latner (KSČ)
- JUDr. Helena Leflerová (KSČ)
- RSDr. Jozef Lenárt (KSS)
- Josef Linhart (KSČ)
- Ing. Vladimír Litvaj (KSS)
- Elena Litvajová (KSS)
- Václav Lohr (KSČ)
- Bohumír Lomský (KSČ)
- Július Lörincz (KSS)
- Anna Luptáková (bezpartijní)
- Václav Lyčka (KSČ)
- MUDr.prof. Pavol Macúch (KSS)
- Božena Machačová-Dostálová (KSČ)
- Rudolf Machálek (bezpartijní)
- Žofie Majerová (KSČ)
- Pavol Majling (KSS)
- Veronika Majtanová (KSČ)
- Alojz Mako (KSS)
- Antonie Maláčková (bezpartijní)
- akad.MUDr. Ivan Málek,  DrSc. (KSČ)
- Jozef Malina (SSO)
- doc. Eduard Manďák (KSČ)
- Václav Mandovec (KSČ)
- Božena Marečková (KSČ)
- Josef Marek (KSČ)
- Jozef Matějička (KSČ)
- Jan Mátl (ČSS)
- Josef Matoušek (bezpartijní)
- Richard Měhýž (KSČ)
- Štefan Meňhár (KSS)
- Stanislav Mikulášek (KSČ)
- Štefan Minárik (KSS)
- Jaroslav Miska (KSČ)
- Jaroslava Míšková (KSČ)
- Jozef Mjartan (SSO)
- Ján Mockovčiak (KSS)
- František Moravec (KSČ)
- Cyril Morávek (KSS)
- František Motýľ (KSS)
- Rudolf Müller (KSČ)
- Ján Murin (bezpartijní)
- Jan Muroň (KSČ)
- Antonín Navrátil (KSČ)
- PhDr. Zdeněk Nejedlý,  akad. (KSČ)
- Josef Němec (KSČ)
- Miroslav Němec (bezpartijní)
- Josef Nepomucký (KSČ)
- Alois Neuman (ČSS)
- Jaroslav Novák (KSČ)
- Marie Nováková (KSČ)
- Jozef Osúch (KSS)
- Juraj Pancák (KSS)
- Václav Pašek (KSČ)
- Anna Paťková (bezpartijní)
- Oldřich Pavlovský (KSČ)
- Jana Pečená (KSČ)
- František Pecha (KSČ)
- MUDr. doc. Soňa Pennigerová (KSČ)
- Egyd Pepich (KSS)
- Ing. Anton Perkovič (KSS)
- Jindřich Pešák (KSČ)
- Pavel Petrik (KSS)
- Karel Petružela (KSČ)
- Josef Plojhar (ČSL)
- Karel Poláček (KSČ)
- Valerie Polachová (bezpartijní)
- Alois Poledňák (KSČ)
- Antonín Pospíšil (ČSL)
- Josef Pötzl (KSČ)
- Cyril Praženica (KSS)
- gen. Václav Prchlík (KSČ)
- Božena Procházková (KSČ)
- Julie Prokopová (KSČ)
- Slavomír Prokůpek (bezpartijní)
- Jozef Púčik (KSS)
- Jaromír Rajtora (KSČ)
- Josef Reitmajer (KSČ)
- Františka Řezníčková (bezpartijní)

### S–Z
- Svatopluk Sedláček (KSČ)
- Václav Sinkule (KSČ)
- Ivan Skála (KSČ)
- Josef Sklenář (bezpartijní)
- Karel Skramuský (bezpartijní)
- Ing. Zdeněk Smékal (KSČ)
- Tomáš Spáčil (KSČ)
- Bohuslav Stainer (KSČ)
- Rudolf Strechaj (KSS)
- Františka Strouhalová (bezpartijní)
- Ludvík Svoboda (KSČ)
- Ludvík Svoboda (bezpartijní)
- Ing. Miroslav Svoboda (ČSL)
- Josef Swoboda (bezpartijní)
- MUDr. Erich Sýkora (ČSL)
- Josef Šafařík (ČSS)
- František Šalgovič (KSS)
- Jozef Šarina (KSS)
- Ján Šebík (KSS)
- Jan Šejna (KSČ)
- Samuel Šefčík (KSS)
- František Šik (bezpartijní)
- Anna Šímová (KSČ)
- Ing. Otakar Šimůnek (KSČ)
- Viliam Široký (KSS)
- Josef Škoda (ČSL)
- JUDr. Václav Škoda (KSČ)
- Jarmila Škorcová-Svršková (bezpartijní)
- Ludmila Šmehlíková (KSČ)
- prof. Ing. František Šorm,  DrSc.akad. (KSČ)
- Anna Špačková (KSS)
- Dušan Špálovský (ČSS)
- Matěj Špindler (KSČ)
- Věra Šťastná (KSČ)
- František Štefánik (Strana slobody)
- Josef Štěpánek (KSČ)
- Anna Štěpánková (bezpartijní)
- JUDr. Lubomír Štrougal (KSČ)
- Jan Šubrt (ČSS)
- Mária Šulganová (KSS)
- Ing. Anton Švec (KSS)
- Ferdinand Tomášik (Strana slobody)
- genmjr. Jan Tondl (KSČ)
- Jiřina Turečková (KSČ)
- Mária Turok-Heteš (KSS)
- František Tymeš (KSČ)
- Jindřich Uher (KSČ)
- RSDr. Martin Vaculík (KSČ)
- Jozef Vallo (KSS)
- Vladimír Varmuža (KSČ)
- Oldřich Vaverka (KSČ)
- Jaroslav Vávra (bezpartijní)
- Zdeněk Vávra (KSČ)
- Růžena Veselá (KSČ)
- Karel Vítovec (bezpartijní)
- Stanislav Vlček (KSČ)
- Jan Vodička (KSČ)
- František Vodsloň (KSČ)
- František Volák (ČSL)
- Oldřich Voleník (KSČ)
- Mária Vraniaková (KSS)
- Zuzana Výbošťoková (KSS)
- Ladislav Wait (ČSS)
- Olga Wolková (bezpartijní)
- Božena Zapletalová (KSČ)
- Josef Zářecký (KSČ)
- Josef Závěta (ČSL)
- Františka Závodská (bezpartijní)
- Josef Zedník (ČSL)
- Michal Zelman (KSS)
- Vojtěch Zemánek (bezpartijní)
- Josef Zima (bezpartijní)
- Rudolf Zíma (KSČ)
- Josef Zmrzlík (KSČ)
- František Zupka (KSS)
- Josef Zvára (KSČ)
- Jaroslav Žampa (bezpartijní)
- Andrej Žiak (SSO)
- Pavol Žilinský (KSS)